# Anastasija Kożenkowa
Anastasija Mykołajiwna Kożenkowa (ukr. Анастасія Миколаївна Коженкова; ur. 19 stycznia 1986 r. Kowlu) – ukraińska wioślarka, złota medalistka igrzysk olimpijskich, mistrzyni świata, trzykrotna mistrzyni Europy.
15 sierpnia 2012 roku została odznaczona Orderem „Za zasługi” trzeciego stopnia.

## Igrzyska olimpijskie
Na igrzyskach zadebiutowała w 2012 roku w Londynie. Wzięła udział w zawodach czwórek podwójnych razem z Kateryną Tarasenko, Nataliją Dowhod´ko i Janą Dementjewą. Do finału awansowały, wygrywając wyścig eliminacyjny. W finale dopłynęły na metę na pierwszym miejscu, zdobywając złoty medal. Wyprzedziły drugie Niemki o 2,16 sekundy i Amerykanki – o 4,70 sekundy.
Cztery lata później w Rio de Janeiro ponownie uczestniczyła w osadzie czwórki podwójnej. Razem z nią płynęły: Daryna Werchohliad, Ołena Buriak i Jewhenija Nimczenko. Wygrały swój wyścig eliminacyjny, awansując do finału. Tam zajęły czwarte miejsce, tracąc do będących na podium Polek 5,23 sekundy.